# Coenobita rugosus
Espèce
Répartition géographique
Coenobita rugosus est un bernard l'hermite terrestre qui vit sur les côtes de l'Afrique de l'Est à l'océan Pacifique. Son nom vernaculaire est « cénobite stridulant » car il peut produire un son grâce à sa grosse pince. Le terme Coenobita a la même étymologie que la forme de vie monastique pratiquée par les cénobites, dérivé du Grec ancien κοινός and βίος (koinos et bios, signifiant en commun et vie). Il est considéré comme faisant partie des nouveaux animaux de compagnie.

## Description de l'espèce

### Aspect général
La couleur de Coenobita rugosus varie selon le spécimen, il peut être gris, rouge, rose, blanc, jaune, sable, noir ou bleu.

### Identification
Comme Coenobita rugosus est de couleurs très variées, il peut être confondu avec les autres espèces de Coenobita mais l’identification est possible grâce aux caractéristiques suivantes :
- une ligne de strie sur la pince de gauche (la plus grosse) ;
- deux taches en forme de demi-cercles sur le dos du céphalothorax séparées par une ligne plus claire ;
- des taches noires sous les yeux.

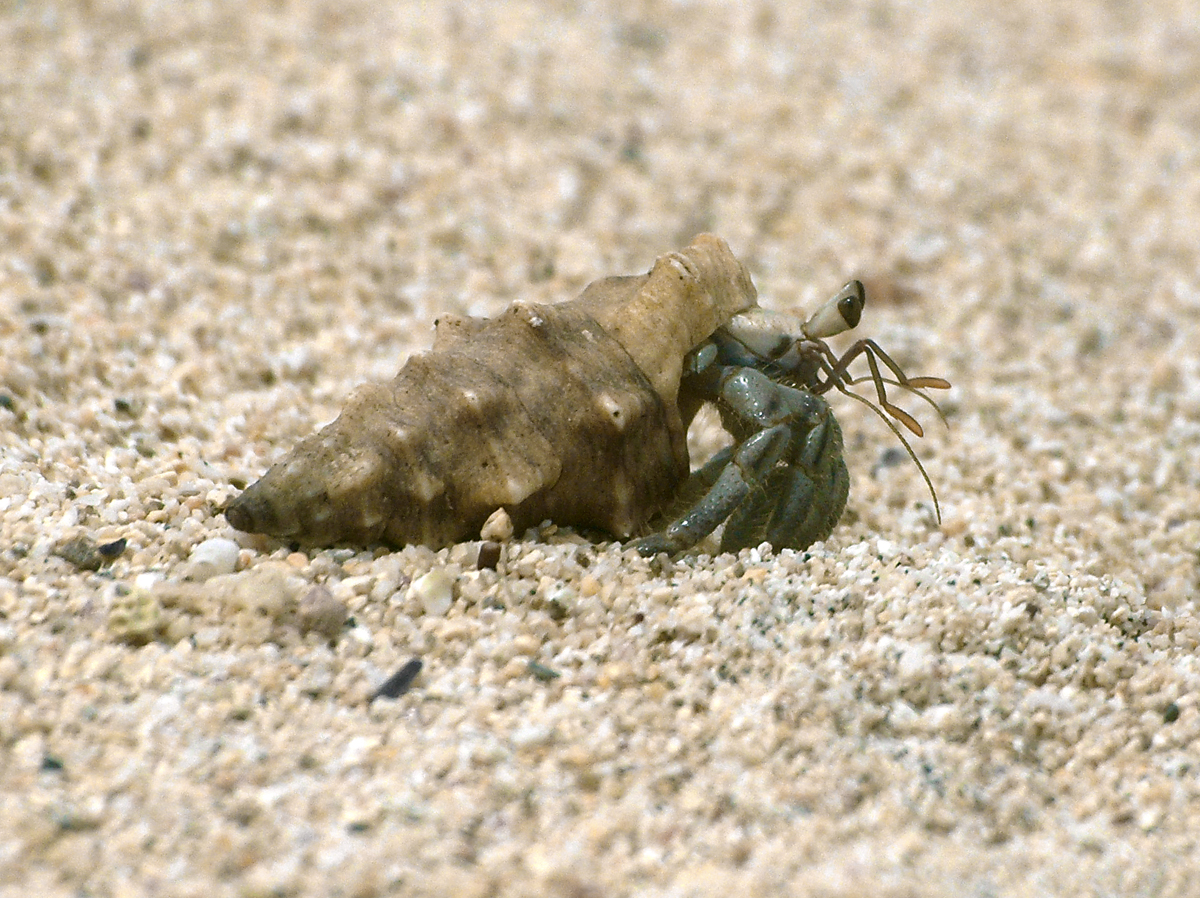
Aspect général
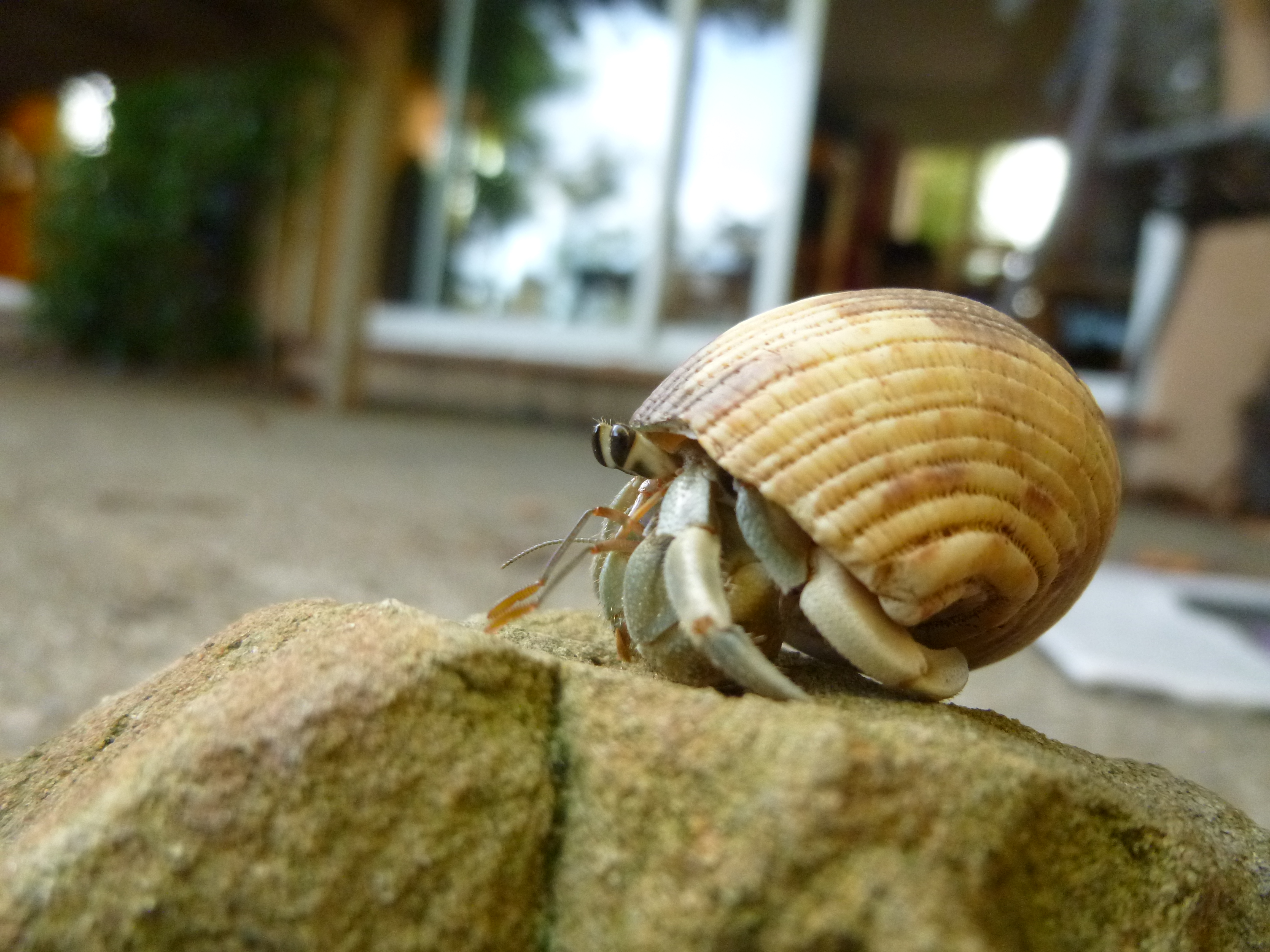
Aspect général (plus clair)
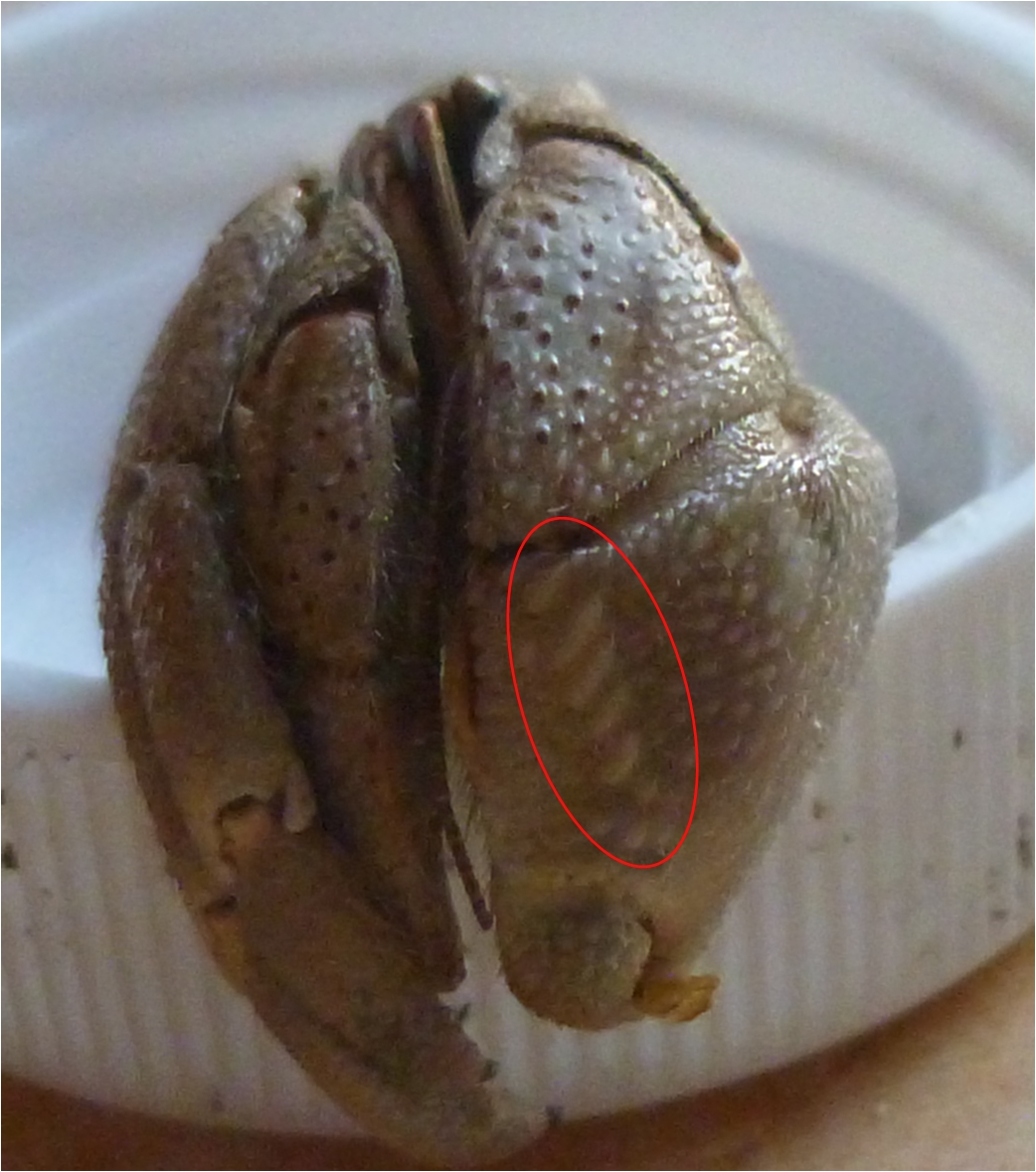
Stries sur la pince de gauche
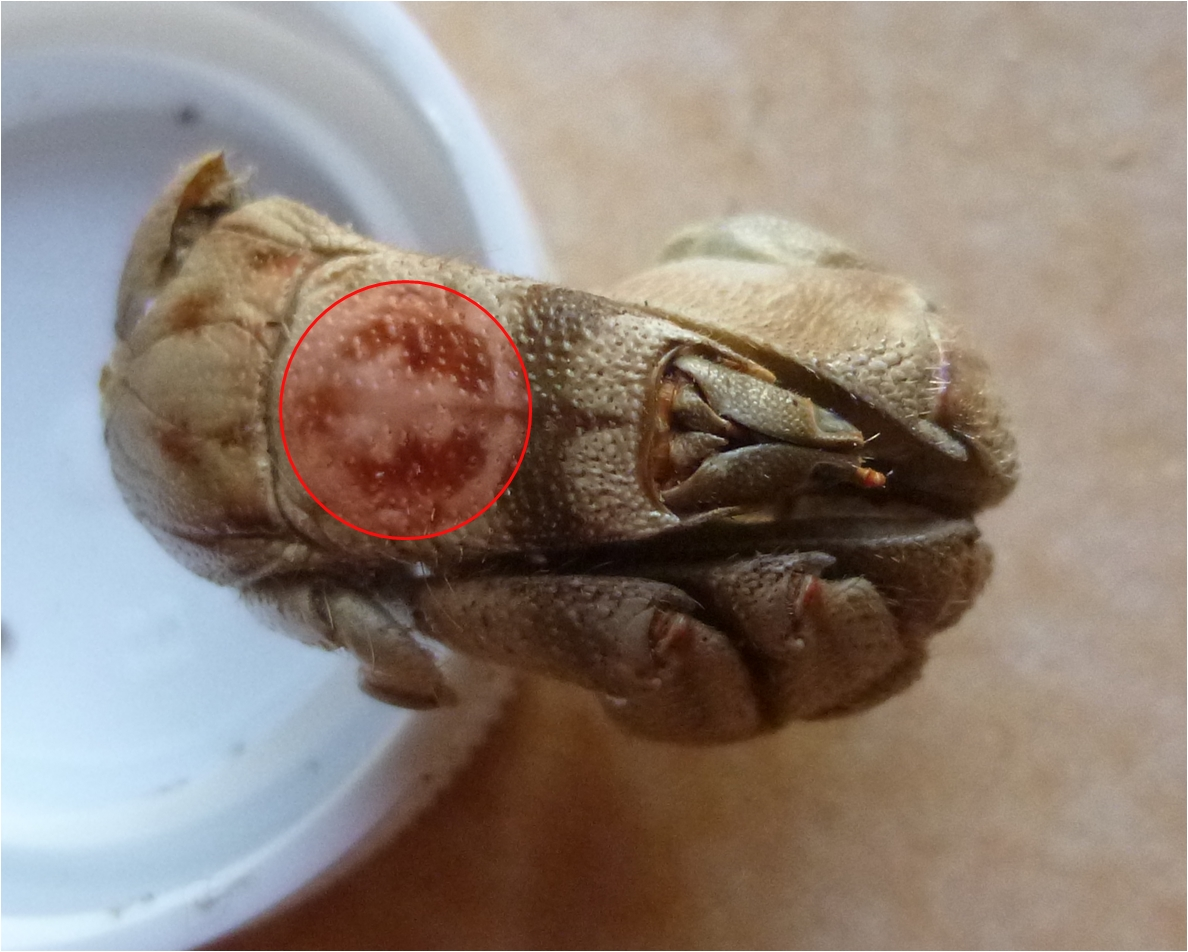
Tache en forme de demi-cercles
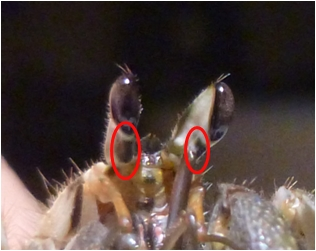
Taches noirs sous les yeux

## Écologie et comportement

### Comportement social
Coenobita rugosus est un animal social, il vit en colonie pouvant atteindre plusieurs centaines d'individus. Ce comportement grégaire facilite la recherche de nourriture car si un individu trouve une source de nourriture tous les autres de la colonie viennent se nourrir. Ce comportement facilite aussi la recherche de coquille adaptée car quand un individu trouve une coquille et qu’il la prend un autre peut utiliser son ancienne coquille et ainsi de suite.

### Alimentation
Coenobita rugosus est omnivore et détritivore, environ 70 % de sa nourriture est végétale et 30 % est d'origine carnée. Néanmoins, il risque une carence en calcium s'il ne parvient pas à trouver des aliments qui sont nécessaires à son développement. Une telle carence peut causer des problèmes pour la reconstitution de l'exosquelette après la mue.

### Coquille
La coquille est indispensable à la vie de Coenobita rugosus car elle permet de réguler son équilibre hydrique et d'éviter qu'il se déshydrate. Il change de coquille dès que l'ancienne devient trop petite (après la mue) ou dès qu'il en trouve une meilleure (moins lourde, plus solide…). Coenobita rugosus préfère certaines espèces de coquilles telles que celles de Turbo setosus, Achatina fulica, celles des Cancellariidae, les espèces des genres Bursa et Bufonaria, Lunella coronata, Neritida polita, et les coquilles d'escargots terrestres.

### Mue
Coenobita rugosus s'enterre sous 10 cm sable pour muer et y reste durant plusieurs semaines, durant cette période il ne doit pas être dérangé car il est alors très vulnérable.

### Communication
Coenobita rugosus communique par ses antennes et les signaux chimiques qu'il envoie. Il peut aussi produire un son, une stridulation avec sa pince. Le plus souvent il produit ce son lorsqu'il est agressé mais sa signification et son utilité exacts ne sont pas connus.

### Habitat et répartition

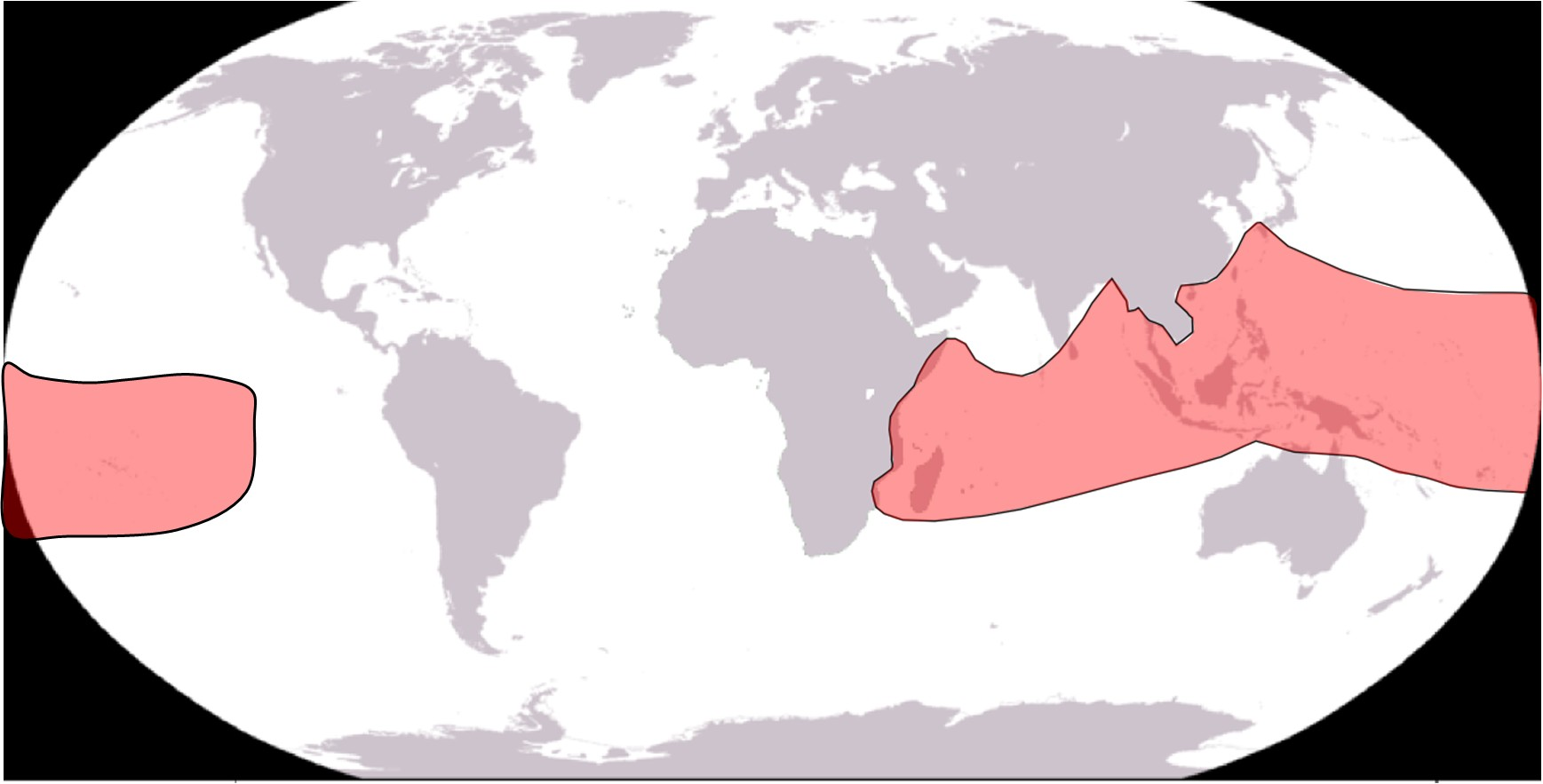
Carte de repartition Coenobita rugosus

L'espèce est présente en Afrique de l'Est, dans les îles du Pacifique Sud, sur les îles Ryukyu au Japon et dans le Nord de l'Australie. Le coenobita rugosus vit principalement dans les mangroves, les forêts proches de la côte et sur les plages.

## Coenobita rugosuset l'Homme
Coenobita rugosus est considéré comme faisant partie des nouveaux animaux de compagnie.
Il peut être élevé en captivité dans un terrarium mais son élevage requiert des connaissances de l'espèce assez importantes et le respect des températures et de l'hygrométrie des pays ou il vit à l'état sauvage.
Sa reproduction n'a pas encore été constatée en captivité.